# Stanislava Bumbová
Stanislava Bumbová (* 8. září 1948) byla česká politička, v 90. letech 20. století poslankyně České národní rady a Poslanecké sněmovny za Komunistickou stranu Československa, respektive za KSČM, později za Levý blok.

## Biografie
Ve volbách v roce 1990 byla zvolena za KSČS (federální komunistická strana), respektive za její organizaci v českých zemích KSČM, do České národní rady.
Mandát obhájila ve volbách v roce 1992, nyní za koalici Levý blok, kterou tvořila KSČM a menší levicové skupiny (volební obvod Jihočeský kraj). Zasedala ve výboru pro vědu, vzdělání, kulturu, mládež a tělovýchovu. Od vzniku samostatné České republiky v lednu 1993 byla ČNR transformována na Poslaneckou sněmovnu Parlamentu České republiky.
Během volebního období 1992-1996 přešla do strany Levý blok (skupina reformní levice, která po rozpadu koalice Levý blok přijala název této střechové platformy a v parlamentu působila nezávisle na KSČM). Za tuto formaci pak ve volbách v roce 1996 neúspěšně kandidovala jako druhá na jihočeské kandidátce LB. Profesně se uvádí jako učitelka z Pacova.